# Mahkum
Mahkum è un serial televisivo drammatico turco composto da 31 puntate suddivise in due stagioni, trasmesso su Fox dal 14 dicembre 2021 al 29 ottobre 2022, con protagonisti Onur Tuna, İsmail Hacıoğlu, Melike İpek Yalova, Seray Kaya e Gökçe Eyüboğlu. È un adattamento turco della serie televisiva sudcoreana del 2017 Innocent Defendant (피고인).

## Trama

### Prima stagione
Fırat Bulut è un pubblico ministero di successo. Quando una mattina si sveglia, si ritrova in prigione come l'assassino di sua moglie e suo figlio. Ha perdita di memoria e non ricorda nulla. Tutta la Turchia riconosce Fırat come un assassino di bambini e donne. Inoltre, quest'ultimo sta lottando per riabilitare il suo nome.

### Seconda stagione
Barış Yesari è scomparso dopo essere fuggito dall'ospedale psichiatrico ed essere caduto in acqua per evitare di cadere nelle mani del pubblico ministero Fırat Bulut. Per quanto riguarda Yesari, che è noto per essere morto, ha formato una squadra di prigionieri in cambio della giustizia di Fırat e di persone come lui, e guiderà la sua squadra nella metropolitana. Barış ora torna a governare gli Inferi con grande ira per punire le cause dei crimini. Fırat Bulut, che è in congedo non retribuito, forma una squadra con Hacı Alagöz e il commissario Mami per sconfiggere la squadra clandestina.

## Episodi
| Stagione         | Episodi | Prima TV  | Prima TV |
| Stagione         | Episodi | Turchia   | Italia   |
| ---------------- | ------- | --------- | -------- |
| Prima stagione   | 24      | 2021-2022 | inedita  |
| Seconda stagione | 7       | 2022      | inedita  |

## Personaggi e interpreti
Protagonisti
- Fırat Bulut (episodi 1-31), interpretato da Onur Tuna. È il pubblico ministero.
- Barış Yesari (episodi 1-31), interpretato da İsmail Hacıoğlu. È il fratello gemelo di Savaş.
- Büge Uyar Yesari (episodi 1-31), interpretata da Melike İpek Yalova. È l'amante de Barış.
- Sasha Doğan (episodi 1-31), interpretata da Hayal Köseoğlu. È il braccio destro di Barış.
- Cemre Uysal Yesari (episodi 1-18), interpretata da Seray Kaya. È un avvocato alle prime armi che non ha mai vinto una causa prima.
- Giryan Tekin (episodi 25-31), interpretata da Gökçe Eyüboğlu. È un'ex ladra di identità.

Co-protagonisti
- Hacı Alagöz (episodi 1-31), interpretato da Hakan Karsak.
- Bekir (episodi 1-31), interpretato da Furkan Kalabalık.
- Ceyda (episodi 1-31), interpretato da Burcu Cavrar.
- Rafi Varon (episodi 7-31), interpretato da Emre Özcan.
- Zahit Can Yesari (episodi 1-31), interpretato da İlker Yağız Uysal.
- Nazlı Bulut (episodi 1-31), interpretata da Alya Sude Mazak.
- Ayşe (episodi 25-31), interpretata da Seda Türkmen.
- Eylül Tekin (episodi 25-31), interpretata da Nazlı Bulum.
- Muhsin Dadaloğlu (episodi 25-31), interpretato da Erdal Küçükkömürcü.
- Mami (episodi 25-31), interpretato da Mehmet Bozdoğan.
- Defne (episodi 25-31), interpretata da Mine Kılıç.
- Gazanfer Demirbaş (episodi 25-31), interpretato da Sarp Aydınoğlu.
- Furkan / Fukara (episodi 25-31), interpretato da Cem Söküt.
- Azimet (episodi 25-31), interpretata da Elçin Atamgüç.

### Personaggi secondari
- Melike Demirbaş (episodio 1), interpretata da Simgesu Uysal.
- Murat Bakar (episodi 1-2), interpretato da Ediz Akşehir.
- Savaş Yesari (episodi 1-2), interpretato da İsmail Hacıoğlu. È il fratello gemello di Barış.
- Zafer (episodi 1-5), interpretato da Gökhan Tercanlı.
- Zeynep Bulut (episodi 1-7, 30), interpretata da Alara Bozbey.
- Eren (episodi 1-12), interpretata da Gürberk Polat.
- Erol Çevik (episodi 1-13), interpretato da Bülent Düzgünoğlu.
- Bünyamin Alagöz (episodi 1, 14), interpretato da Emrullah Kartal.
- Yurdaer Çelik (episodios 1-16), interpretato da Bülent Seyran.
- Tomris Yesari (episodi 1-19), interpretato da Nihal Koldaş.
- Zahit Yesari (episodi 1-24), interpretato da Mehmet Ulay.
- Paşa Yıldız (episodi 1-24), interpretato da Tugay Mercan.
- Beybaba (episodi 1-24), interpretato da Hakan Salınmış.
- Mücahit (episodi 1-24), interpretato da Murat Şahan.
- Kamber Şen (episodi 1-24), interpretato da Muharrem Türkseven.
- Nazan Şen (episodi 2-18), interpretata da Gülçin Hatıhan.
- Tahir Terzi (episodi 2-20), interpretato da Anıl İlter.
- Ferda Doğu (episodios 3-6), interpretata da Ece İrtem.
- Ali Karataş (episodi 4-11, 18), interpretato da Ramiz Mullamusa.
- Berbo (episodio 11), interpretato da Soner Türker.
- Turgut Basmacı (episodio 11), interpretato da Turgut Özdemir.
- Yadigar Altın (episodi 11-19), interpretato da Melih Çardak.
- Alper Türksoy (episodio 13), interpretato da Enis Aybar.
- Macide (episodio 13), interpretata da Asuman Kostak.
- Efkan Dağlı (episodi 14-23), interpretato da Talat Bulut.
- Sadullah Anzerli (episodio 15), interpretato da Fatih Dokgöz.
- Sevda "Bonbon" Kara (episodio 16), interpretata da Elit Andaç Çam.
- Sami İyioğlu (episodio 16), interpretato da Mehmet Sinan Karabuğa.
- Necip Yavaş (episodio 16), interpretato da Mustafa Başalan.
- Muhsin (episodio 17), interpretato da Adnan Zaman.
- Derya Noyan (episodi 18-24), interpretata da Neslihan Arslan.
- ¿? (episodio 20), interpretata da Gülendam Yılmaz.
- Asaf Ömer Gedikli (episodio 20-24), interpretata da Cansu Fırıncı.
- Şiko Alagöz (episodi 20-21), interpretato da Mehmet Ali Aygan.
- Elden (episodi 21-22), interpretata da Deniz Bolışık.
- Sibel Alagöz (episodi 21-22), interpretato da Nazan Ayas.
- Ertan (episodio 22), interpretato da Mükremin Kaan Akkoç.
- Hicaz İbrahim (episodio 23), interpretato da Barış Ali Çeliker.
- Mehmet (episodio 24), interpretato da Engin Akyürek.
- İlker (episodio 24), interpretato da Onur Bay.
- Dottore (episodio 24), interpretato da Cem Emüler.
- ¿? (episodio 24), interpretato da Volkan Kocatürk.
- Umut (episodio 25), interpretato da Burak Can Doğan.
- Ali Rıza (episodi 25-26), interpretato da Levent Taşçı.
- ¿? (episodi 25-31), interpretato da Celil Efil.
- Nedim Nayan (episodio 26), interpretato da Okan Yavuz.
- Kral Kobra (episodio 27), interpretato da Batuhan Gelenler.
- Tolga (episodi 27-28), interpretato da Oğuz Kara.
- Zeyyat Alagöz (episodi 27-28), interpretato da Mehmet Dinç.
- Celo (episodio 28), interpretato da Adem Kılıç.

## Produzione
La serie è diretta da Volkan Kocatürk nella prima stagione e Özgür Sevimli nella seconda stagione, scritta da Uğraş Güneş e prodotta da MF Yapım.

### Riprese
Le riprese sono state effettuate a Istanbul, in particolare nei quartieri di Beşiktaş, Galata e dintorni.

## Distribuzione
In Turchia la serie è andata in onda su Fox dal 14 dicembre 2021 al 29 ottobre 2022: la prima stagione è stata trasmessa dal 14 dicembre 2021 al 2 giugno 2022, mentre la seconda ed ultima stagione dal 15 settembre al 29 ottobre 2022.

## Promozione
Il debutto della prima stagione della serie, previsto per il 14 dicembre 2021, è stato annunciato l'8 dicembre su Fox, attraverso i canali social della serie e la società di produzione MF Yapım. I primi poster della serie sono stati pubblicati all'inizio di novembre 2021, mentre i primi promo sono stati rilasciati da Fox dal 12 novembre. Il debutto della seconda stagione della serie, previsto per il 15 settembre 2022, è stato annunciato l'8 settembre da Fox, attraverso i canali social della serie e la società di produzione MF Yapım.